# Куздріоара (комуна)
Куздріоара (рум. Cuzdrioara) — комуна у повіті Клуж в Румунії. До складу комуни входять такі села (дані про населення за 2002 рік):
- Валя-Гирбоулуй (22 особи)
- Куздріоара (2171 особа)
- Менештурел (782 особи)

Комуна розташована на відстані 347 км на північний захід від Бухареста, 50 км на північний схід від Клуж-Напоки.

## Населення
За даними перепису населення 2002 року у комуні проживали 2975 осіб.
Національний склад населення комуни:
| Національність | Кількість осіб | Відсоток |
| -------------- | -------------- | -------- |
| румуни         | 2451           | 82,4%    |
| цигани         | 338            | 11,4%    |
| угорці         | 184            | 6,2%     |
| серби          | 1              | < 0,1%   |
| чанго          | 1              | < 0,1%   |

Рідною мовою назвали:
| Мова       | Кількість осіб | Відсоток |
| ---------- | -------------- | -------- |
| румунська  | 2593           | 87,2%    |
| циганська  | 221            | 7,4%     |
| угорська   | 159            | 5,3%     |
| українська | 2              | 0,1%     |

Склад населення комуни за віросповіданням:
| Релігія        | Кількість осіб | Відсоток |
| -------------- | -------------- | -------- |
| православні    | 2525           | 84,9%    |
| реформати      | 176            | 5,9%     |
| п'ятдесятники  | 166            | 5,6%     |
| греко-католики | 89             | 3,0%     |
| римо-католики  | 10             | 0,3%     |
| баптисти       | 4              | 0,1%     |
| адвентисти     | 2              | 0,1%     |
| унітарії       | 1              | < 0,1%   |